# Ragnarök (musikgrupp)
Ragnarök är en rockgrupp som bildades år 1972 i Kalmar, av Peter Bryngelsson, Henrik Strindberg och Staffan Strindberg. Ragnarök tillhörde proggrörelsen och skivdebuterade år 1976 på skivbolaget Silence. 
De turnerade flitigt under 1970-talet, både på vanliga spelställen men även på skolor och i fängelser. De arbetade även en del med teater för barn tillsammans med Byteatern. Gruppens musik var stämningsfull instrumentalmusik.
Under årens lopp har totalt 27 personer ingått i bandet som haft över 800 spelningar, den senaste år 2019 på Progg & Visfestival i Löderup, i nio länder och utgivit sex skivor.

## Medlemmar
Nuvarande medlemmar
- Peter Bryngelsson – gitarr, basgitarr, sång (1972–1983, 2003–idag)
- Peder Nabo – gitarr, piano, flöjt (1972–1980, 2003–idag)
- Henrik Strindberg – gitarr, flöjt (1972–1978, 2003–idag)
- Staffan Strindberg – basgitarr (1972–1978, 2003–idag)
- Mikael Svanevik– trummor (1978–idag)

Tidigare medlemmar
- Liselott Larsen – sång (1972–1978)
- Kosta-Mats Christiansson – trummor (1972–1978)
- Dan Söderqvist – gitarr (1978–1980)
- Thomas Wiegert – trummor (1978–2018)
- Kjell Karlgren – saxofon, piano, sång, basgitarr (1978–2002)
- Ingmar Ljungström – synthesizer (1978–1980)
- Magnus Jarlbo – trumpet, piano (1980–1982)
- Per Andersson – basgitarr (1980–1982)
- Dan Jonsson – gitarr (1982–1983)
- Lars Liljegren – marimba, orgel (1982–1983)
- Kent Ohlsson – sång, gitarr (1983–2002)

Bidragande musiker
- Lars Peter Sörensson – trummor
- Stefan Ohlsson – trummor, gitarr
- Anders Brändewall – trummor
- Kjell Bjurenius – trummor
- Kim Hortay – trummor
- Mats Kristiansson – trummor
- Stefan Idemark – trummor
- Mats Palmgren - gitarr
- Fredrik Wahledow - gitarr

## Diskografi
Studioalbum
- Ragnarök (1976)
- Fjärilar i magen (1979)
- Fata Morgana (1981)
- 3 Signs (1983)
- Well (1991)
- Path (2008)

Livealbum
- Live in Tokyo (2012)